# Cold Spring Harbor Laboratory

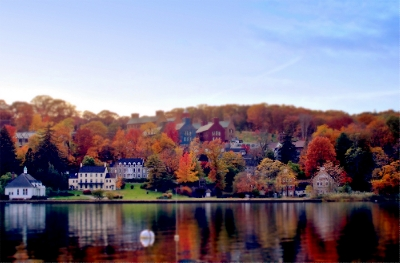
Cold Spring Harbor Laboratory

Cold spring Harbor Laboratory (CSHL) is een privé, non-profit instituut met onderzoeksprogramma's gericht op kanker, neurowetenschap, plant biology, Genomica en quantitave biology.
Het is een van de 68 instituten die door het Cancer Centers Program van het U.S. National Cancer Institute (NCI) worden ondersteund en is sinds 1987 een NCI-designated Cancer Center. 
Het laboratorium is een van de instituten, die een centrale rol speelden in de ontwikkeling van moleculaire genetica en moleculaire biologie.
CSHL was de thuisbasis voor acht wetenschappers die beloond zijn met de Nobel Prize in Physiology or Medicine. 
Sinds haar begin in 1890, is de campus op de North Shore van Long Island een centrum van een biologie opleiding.
sinds 2009 is het CSHL partner van Suzhou Industrial Park in Suzhou, China om Cold Spring Harbor Asia op te richten.
In 1999 werd de Cold Spring Harbor Laboratory School of Biological Science (eerder de Watson School of Biological Science) opgericht.
Onder de onderzoeksprogramma's vallen celbiologie en genomica (daaronder vallen RNA interference (RNAi) en small-RNA biologie; DNA replication; RNA splicing, etc.), maar ook neurowetenschap, plant biology (zoals epigenetica) en het 'Simons Center for Quantitive Biology (populatiegenetica) en onderzoek naar COVID-19. 

## Geschiedenis

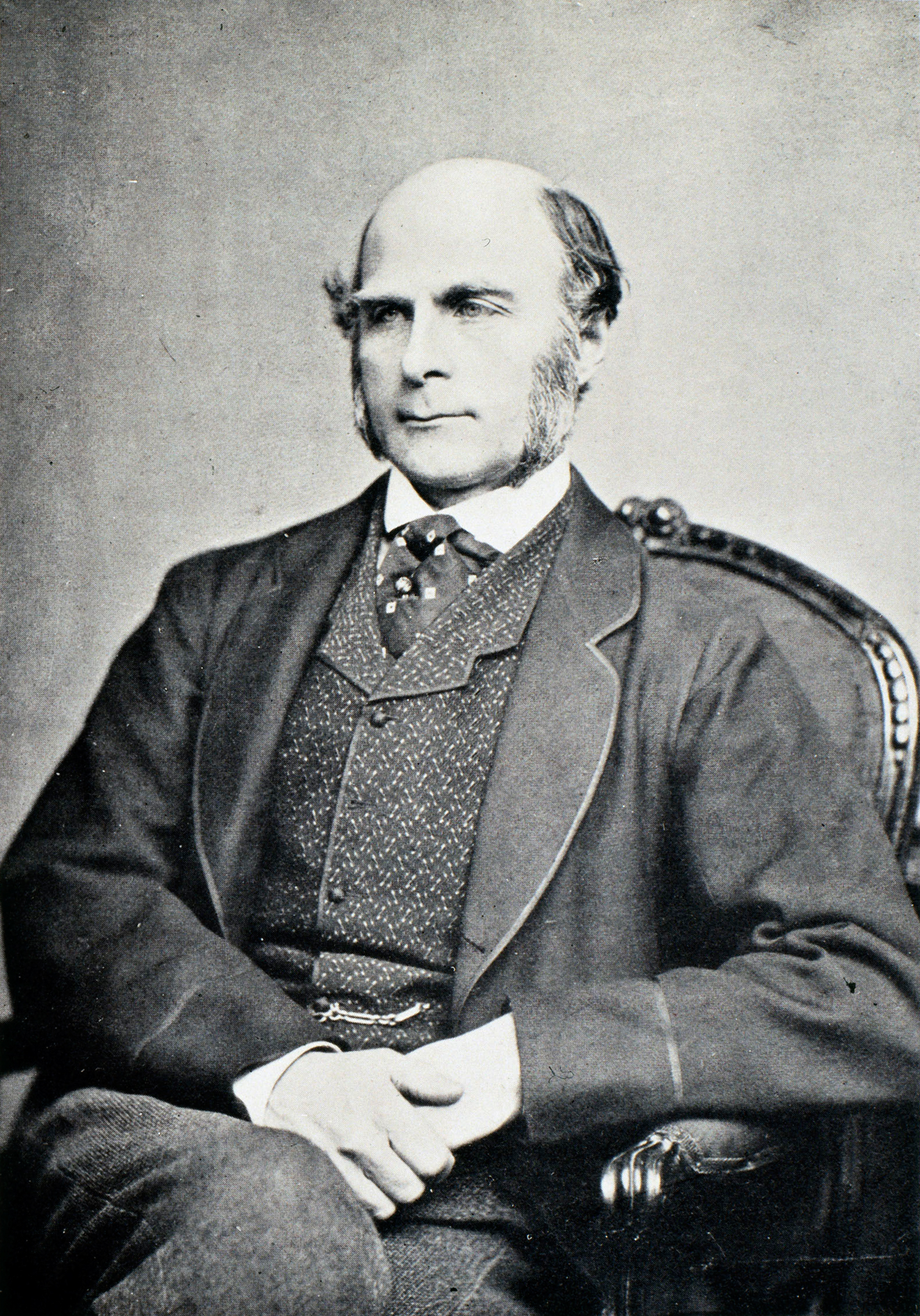
Francis Galton (1822-1911), een halve neef van Charles Darwin, gebruikte als eerste de term eugenetica

Het instituut begon als The Biological Laboratory in 1890, als een zomerprogramma voor de opleiding van college- en middelbare schoolleraren, die er zoölogie, botanie, vergelijkende anatomie en natuur studeerden. Het programma begon als een initiatief van Eugene G. Blackford en Franklin Hooper, directeur van het Brooklyn Institute of Arts and Sciences, het instituut dat het Brooklyn Museum vestigde. Tussen 1910 en 1939 was het laboratorium de basis van het Eugenics Record Office (ERO) van de bioloog Charles B. Davenport en zijn assistent Harry H. Laughlin, twee prominente Amerikaanse eugenetici (eugenetica). 
Davenport was directeur van het Carnegie Station for Experimental Evolution in Cold Spring Harbor van haar begin tot zijn pensioen in 1934. In 1935 stopte het Station met het verstrekken van fondsen aan het ERO en ERO werd gesloten. De sluiting was 15 jaar nadat de waarnemingen van ERO waren opgenomen in het National Origins Act (Immigration Act of 1924), waarmee het aantal immigranten uit Zuid- en Oost-Europa werd teruggedrongen, die volgens Harry Laughlin raciaal inferieur waren aan Nordische immigranten uit Engeland en Duitsland. Davenport stichtte en was in 1925 de eerste directeur van International Federation of Eugenics Organizations.
Tegenwoordig bewaart het CSHL alle historische bronnen, communicaties en voorwerpen van het ERO voor geschiedenis-, onderwijs en onderzoeksdoeleinden.

## Trivia
- Jaap van Dissel heeft aan het CSHL een onderzoeksperiode gewerkt